# 西宏子
西 宏子（にし ひろこ、1961年1月1日 - ）は、日本の女性声優。東京都出身。ベルプロダクション所属。

## 人物
2011年12月までぷろだくしょんバオバブに所属していた。
声種はアルト。
アニメ、海外ドラマ、映画などの吹き替えで活躍している。
しまじろうシリーズでとりっぴぃのおばあちゃん役を演じていた紗ゆりが2012年に死去した後、『しまじろうのわお!』で役を引き継いでいる。
趣味は歌、映画鑑賞。

## 出演

### テレビアニメ
1983年
- 装甲騎兵ボトムズ（女B）

1984年
- アタッカーYOU!（オキ）
- 銀河漂流バイファム（ユウ）
- 超力ロボ ガラット（恐竜A）
- 魔法の天使クリィミーマミ（女の子）

1985年
- 蒼き流星SPTレイズナー（聖女隊）

1986年
- 青春アニメ全集「坊ちゃん」（店員）
- タッチ（女生徒）

1988年
- ビリ犬（1988年 - 1989年、ネコA、林夫人、ホネヒコの母、本家女将） - 2シリーズ

1989年
- おぼっちゃまくん（1989年 - 1992年、倉田治の母、柿野のママ、生徒たち、おばさん、女生徒 他）
- シティーハンター シリーズ（1989年 - 1991年、ホステス、女性A） - 2シリーズ
- 獣神ライガー（市民B）

1990年
- オバタリアン（めぐみの母）

1991年
- 機甲警察メタルジャック（神崎和美）
- RPG伝説ヘポイ（母親）

1992年
- ママは小学4年生（PTA、母親(3)、お母さんA）

1994年
- カラオケ戦士マイク次郎（女社長）
- メタルファイター・MIKU（女先生）
- ヤマトタケル（侍女）

1997年
- キューティーハニーF（アントクロー）

1998年
- 南海奇皇（加賀あき子）
- LEGEND OF BASARA（老婆）

2000年
- 妖しのセレス（各臣の母）

2001年
- 幻想魔伝 最遊記（子供）

2002年
- バロムワン（木戸よし子）

2003年
- 成恵の世界（成美の姉）

2004年
- サムライチャンプルー（お初）
- ポポロクロイス（ベル）

2006年
- NIGHT HEAD GENESIS（花岡靖江、老人）

2008年
- 地獄少女 三鼎（江良）
- テレパシー少女 蘭（大原トメ）
- はっけん たいけん だいすき!しまじろう（2008年 - 、マッティ、（みちよ〈とりっぴいのおばあちゃん〉〈2代目〉） - 3シリーズ
- ポルフィの長い旅（エヴァ）
- ミチコとハッチン（2008年 - 2009年、女、店主）
- 薬師寺涼子の怪奇事件簿（飲食店のおばさん）
- 夜桜四重奏 〜ヨザクラカルテット〜（町人）

2009年
- 獣の奏者 エリン（サジュの祖母）
- こんにちは アン 〜Before Green Gables（マディ）

2012年
- 名探偵コナン（2012年 - 2022年、花沢トシ子、おばあさん、加納妙、林吉江、大森広江、森房江）

2016年
- クレヨンしんちゃん（お肉屋さん）
- パズドラクロス（2016年 - 2017年、熱湯番頭）

2017年
- いぬやしき（犬屋敷万理江）

2018年
- パズドラ（2018年 - 2025年、八百屋さん）

2021年
- トロピカル〜ジュ!プリキュア（2021年 - 2022年、平林まふね）

### OVA
- 超時空ロマネスク SAMY MISSING・99（1986年、魔物・女A）
- アル・カラルの遺産（1993年、女性A）
- 戦闘妖精雪風（2002年、女性事務官）
- マリア様がみてる 3rdシーズン（2006年、沢村キヨ）

### Webアニメ
- クレヨンしんちゃん外伝 お・お・お・のしんのすけ（2017年、おばさん、夫人）

### ゲーム
- 電車でGO!（1996年、白石葉子）
- 白騎士物語（2008年）
- ドラゴンクエストビルダーズ2 破壊神シドーとからっぽの島（2018年）

### ドラマCD
- 吸血鬼ハンター D-北海魔行I -北の海へ-（1990年、母）
- 超獣伝説ゲシュタルト（1994年、宿屋の女将）

### 吹き替え

#### 担当女優
キャシー・ベイツ
- P.S. アイラヴユー（パトリシア・ライリー）
- ボーイ・ソプラノ ただひとつの歌声（校長）
- ミッドナイト・イン・パリ（ガートルード・スタイン）

#### 映画
- 依頼人（受付嬢）※テレビ朝日版
- インタビュー・ウィズ・ヴァンパイア
- エイプリルの七面鳥
- オールド・ルーキー
- 完全犯罪クラブ
- 奇蹟の輝き
- きみに読む物語
- キンキーブーツ
- クィーン（シェリー・ブレア〈ヘレン・マックロリー〉）
- クリスマス・クロニクル PART2（グレース〈ダーレン・ラヴ〉）
- ゴジラ キング・オブ・モンスターズ（ウィリアムズ〈CCH・パウンダー〉[8]）
- サスペリア（ブランク夫人〈ジョーン・ベネット〉）※旧DVD版
- ザ・シークレット・サービス
- サハラ 死の砂漠を脱出せよ ※テレビ東京版
- ザ・メキシカン ※ソフト版
- ジェームス・ブラウン 最高の魂を持つ男（スージー・ブラウン〈ヴィオラ・デイヴィス〉）
- ジョーズ ※TBS版
- スター・ウォーズ エピソード5/帝国の逆襲（トリン・ファー中佐〈ブリジット・カン〉）※ビデオ・DVD版
- スパイダーマン:ホームカミング（アン・マリー・ホーグ〈タイン・デイリー〉[9]）
- その名にちなんで
- ダレン・シャン（アンジェラ・シャン）
- ツイステッド
- デイ・アフター 首都水没
- 天国は、ほんとうにある（ナンシー〈マーゴ・マーティンデイル〉）
- 人間人形 デッドドヲル
- バットマン ビギンズ（マーサ・ウェイン〈サラ・スチュワート〉）※劇場公開版
- ヒルズ・ハブ・アイズ（エセル〈キャスリーン・クインラン〉）
- 複製された男（キャロライン〈イザベラ・ロッセリーニ〉）
- フェイス・イン・ラブ（フランクリンの母親〈CCH・パウンダー〉）
- フル・モンティ
- 北京ヴァイオリン
- ヘンリー・プールはここにいる 〜壁の神様〜
- ホテル・バディーズ ワンちゃん救出大作戦（英語版）
- ミッション・トゥ・マーズ
- モンスーン・ウェディング
- レディ・キラーズ（ガウェインの母親）

#### ドラマ
- アグリー・ベティ #5、6
- アグリー・ベティ4 #16
- ER緊急救命室
  - シーズン4 #9（ダーリーン〈ミーガン・カヴァナー〉）、#15（メレンジャー〈アデーレ・マリス=モーレイ〉）
  - シーズン6 #7（隊長〈キャサリン・ミッチェル〉）
  - シーズン10 #11（ルーシー）
  - シーズン13 #9（ジセル〈バーバラ・リー・ブラッグ〉）
- インディ・ジョーンズ/若き日の大冒険
- WITHOUT A TRACE/FBI 失踪者を追え!
  - シーズン1 #11（エマ）
  - シーズン2（ジャネット）
  - シーズン3 #13（ローラ先生）
  - シーズン4 #23
- エア・シティ（コ・ウナ）
- エバーウッド 遥かなるコロラド（マギラ、サム）
- おとぼけスティーブンス一家（アイリーン・スティーブンス〈ドナ・ペスコウ〉）
- GIRLS/ガールズ（ロリーン〈ベッキー・アン・ベイカー〉）
- 悲しき恋歌（ミンギョン）
- 逆転の女王（ナ・ヨンジャ〈パク・チョンス〉）
- 恐竜家族
- ギルモア・ガールズ（パティー）
- glee/グリー（ケンドラ）
- ケース・センシティブ 静かなる殺人
- ゲーム・オブ・スローンズ（ミリ・マズ・ドゥール〈ミア・ソテリュー〉）
- コールドケース7 ザ・ファイナル（アリス）
- The O.C.（レベッカ）
- 主任警部アラン・バンクス
- スティッキー 〜大シロップ強盗団〜（ルース・ランドリー〈マーゴ・マーティンデイル〉）
- セックス/ライフ
- 孫子兵法
- ダーティ・セクシー・マネー（アンドレア）
- ダウントン・アビー（バード）
- 超音速ヒーロー ザ・フラッシュ ※日本テレビ版
- デスパレートな妻たち
- トーチウッド 人類不滅の日
- トップモデル諜報員 カバー・アップ（グレチェン〈イングリッド・アンダーソン〉）
- NIP/TUCK マイアミ整形外科医（リズ）
- パワーレンジャー（マダム・ウォー）
- PAN AM/パンナム（オルガ）
- HEROES/ヒーローズ（モヒンダーの母）
- プライベート・プラクティス4（ターニャ）
- ブラザーズ&シスターズ
- フリークス学園（ジーン・ウィアー〈ベッキー・アン・ベイカー〉）
- ボードウォーク・エンパイア 欲望の街
- ボディ・オブ・プルーフ 死体の証言（ローラ・チャップマン）
- ラスト・スキャンダル（ミンジュの母）
- リゾーリ&アイルズ ヒロインたちの捜査線（ブラウン夫人）
- 私はラブ・リーガル3（マーサ・ミラー）

#### アニメ
- おさるのジョージ
- おくびょうなカーレッジくん（ジャン・ボーの妻）
- カーズ・オン・ザ・ロード（フロー）
- ザ・シンプソンズ（妻2、息子2、受付、倦怠期妻）
- 少女チャングムの夢
- ソウルフル・ワールド（ルル[10]）
- バットマン
- ピーター・コットンテール 幸せを運ぶウサギ（ボニー・ボネット）
- ポカホンタスII/イングランドへの旅立ち（イギリス人女性）
- バンザイ! キング・ジュリアン（ジュリアンヌ）